# Kołków
Kołków – wieś w Polsce położona w województwie świętokrzyskim, w powiecie pińczowskim, w gminie Michałów
.
W latach 1975–1998 miejscowość administracyjnie należała do województwa kieleckiego.

## Części wsi
| SIMC    | Nazwa     | Rodzaj    |
| ------- | --------- | --------- |
| 0250406 | Doły      | część wsi |
| 0250412 | Gościniec | część wsi |
| 0250429 | Pagórek   | część wsi |
| 0250435 | Pod Lasem | część wsi |
| 0250441 | Wymysłów  | część wsi |

## Historia
W wieku XIX – Kołków opisano jako wieś w powiecie pińczowskim, gminie i parafii Góry.
Według spisu miast, wsi, osad Królestwa Polskiego z 1827 roku było tu 8 domów i 45 mieszkańców.
W trakcie II wojny światowej w lesie w okolicy Kołkowa swoją bazę miał oddział partyzancki GL "Mnich". W dniu 13 lutego 1943, w wyniku działań prowokatora, który wrzucił w partyzancki szałas granat śmierć poniosło dwóch partyzantów, a kilku innych zostało rannych. 11 października 1943 roku doszło do kilkugodzinnych walk pomiędzy partyzantami, a oddziałami niemieckimi, w trakcie których zginęło kilkunastu hitlerowców. Następnego dnia w odwecie za śmierć niemieckich żołnierzy zamordowanych zostało 11 mieszkańców wsi, których ciała pochowano na cmentarzu w Górach.